# Mathieu Heijboer
Mathieu Heijboer (Dordrecht, 4 de febrer de 1982) és un ciclista neerlandès, professional des del 2006 al 2008. Un cop retirat s'ha dedicat a la direcció d'equips.

## Palmarès
- 2004
  - 1r al Mainfranken-Tour
- 2005
  - 1r a la Chrono champenois
  - Vencedor d'una etapa als Boucles de la Mayenne

### Resultats al Giro d'Itàlia
- 2007. Abandona